# Johann Jakob Scheuchzer
Johann Jakob Scheuchzer, švicarski zdravnik, matematik, fizik, geograf, kartograf, paleontolog, pedagog in akademik, * 2. avgust 1672, Zürich, † 23. junij 1733.
Scheuchzer je leta 1692 začel študirati medicino na nekdanji Univerzi v Altdorfu pri Nürnbergu, leta 1694 pa je doktoriral na Univerzi v Utrechtu.
Sprva je bil zdravnik, nato pa se je posvetil poučevanju matematike in fizike na univerzah. Pozneje se je ukvarjal s celovitim preučevanjem Švice in njene geografije.
Leta 1697 je postal član Nemške akademije naravoslovnih znanosti, leta 1704 pa član Kraljeve družbe iz Londona.

## Links
- Herbarium diluvianum, 1723.

1. 1 2 3 4  Record #118607308 // Gemeinsame Normdatei — 2012—2016.
2. ↑  data.bnf.fr: platforma za odprte podatke — 2011.
3. ↑  Brockhaus Enzyklopädie
4. ↑  Base biographique — BIU Santé.